# Тойвола, Алексантери
Алексантери Тойвола (фин. Aleksanteri Toivola; 4 марта 1893 — 27 августа 1987) — финский борец греко-римского стиля, призёр Олимпийских игр.
Алексантери Тойвола родился в 1893 году в Выборге. В 1921 году завоевал серебряную медаль чемпионата мира. В 1922 и 1923 годах занимал вторые места на чемпионате Финляндии. В 1924 году на Олимпийских играх в Париже стал обладателем серебряной медали.
Сын Алексантери — Ласси — стал одним из ведущих судей по борьбе в мире, и в 2005 году был включён в Международный зал борцовской славы.